# أملج بابوياني
أملج بابوياني (الاسم العلمي:Phyllanthus papuanus) هو نوع من النباتات يتبع جنس الأملج من الفصيلة الأملجية.